# 倫斯峰
66°8′S 65°24′W / 66.133°S 65.400°W

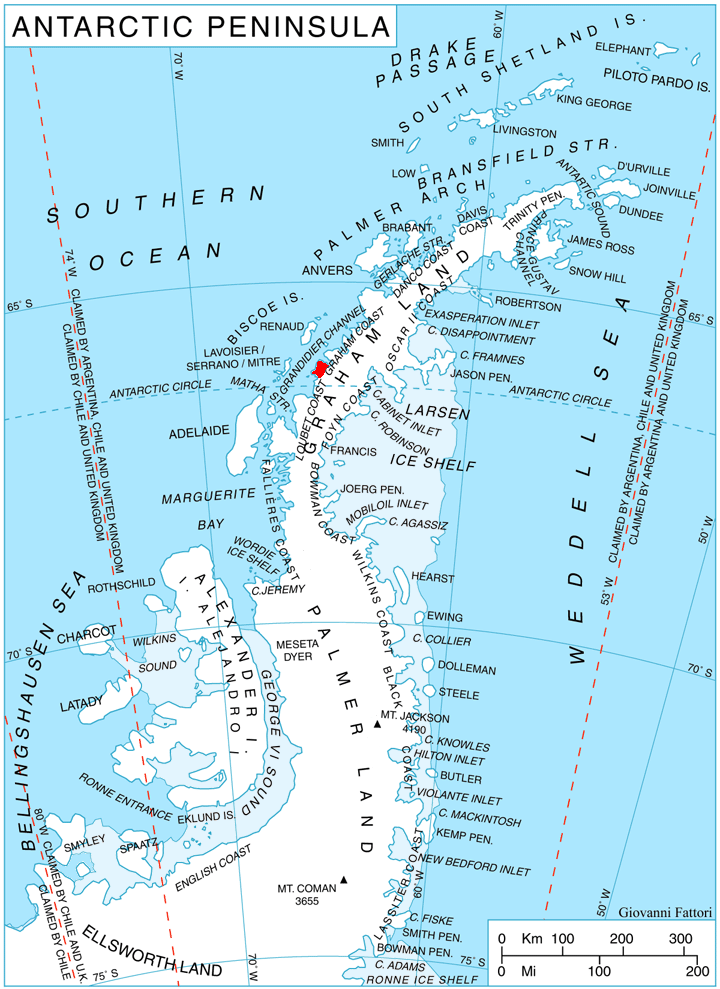

倫斯峰是南極洲的山峰，位於葛拉漢地西岸，處於孔威島以東和斯特雷舍半島東北岸，由英國探險隊繪入地圖，現時由南極條約體系管理。